# Mohan Khan
Mohan Khan (bengalisch মোহন খান; geb. 6. September 1991 im Distrikt Bandarban) ist ein ehemaliger bangladeschischer Sprinter.
Er trat bei den Olympischen Sommerspielen 2012 in London an. Über 100 m schied er im Vorlauf aus.